# Marta Barone
Marta Valentina Barone (Torino, 12 marzo 1987) è una scrittrice italiana.

## Biografia
Nata a Torino nel 1987, vi risiede svolgendo attività di consulente editoriale e traduttrice.
Dopo gli studi di letterature comparate all'Università di Torino, ha insegnato tale materia presso un liceo di Como.
Curatrice dal 2017 dell'opera di Marina Jarre, dopo aver pubblicato tre libri per ragazzi, nel 2020 ha esordito nella narrativa per adulti con il romanzo-memoir La città sommersa sul padre Leonardo, militante di estrema sinistra durante gli anni di piombo.
Tra i 12 finalisti al Premio Strega, l'opera è stata insignita del Premio Fiesole Narrativa Under 40.

## Opere

### Romanzi
- Città sommersa, Milano, Bompiani, 2020 ISBN 978-88-452-9942-1.

### Libri per ragazzi
- Miriam delle cose perdute, Milano, Rizzoli, 2008 ISBN 978-88-17-02129-6.
- I giardini degli altri, Milano, Rizzoli, 2011 ISBN 978-88-17-04922-1.
- I 7 colori per 7 pittori, Milano, Mondadori, 2016 ISBN 978-88-04-66304-1.

## Premi e riconoscimenti
- Premio Vittorini: 2020 vincitrice con Città sommersa[8]
- Premio Fiesole Narrativa Under 40: 2020 vincitrice con Città sommersa